# Pulau Nusa

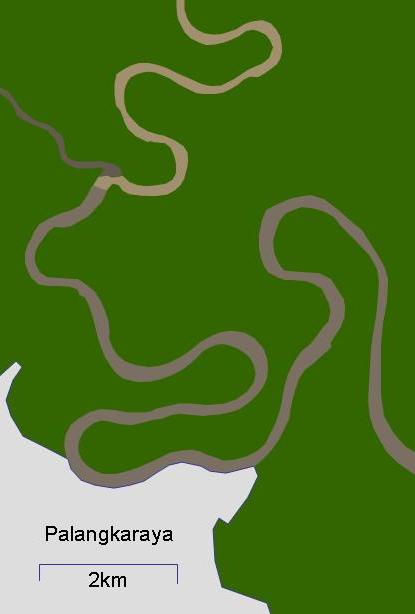
Kahayanrivier

Pulau Nusa (het eiland Nusa) is een volksverhaal uit Indonesië.

## Het verhaal
Nusa woont in een dorp aan de Kahayanrivier en als de rivier opdroogt, vertrekt hij met zijn vrouw en haar broer richting de Runganrivier. Hij vindt een ei, tweemaal zo groot als dat van een zwaan. Zijn broer en vrouw kennen het ei niet en willen het niet koken, Nusa kookt het zelf en eet het ei.
Nusa wordt wakker door jeuk en ziet rode stipjes op zijn lichaam. De stipjes worden schubben en het lichaam van Nusa wordt langer. Nusa vermoedt dat hij een drakenei gegeten heeft en het is Gods wil dat hij verandert. De zwager haalt twintig mannen uit een dorp, maar niemand kan wat doen. 's Ochtends is Nusa een 25 meter lange slang en ze kantelen hem in de bijna droge rivier. Nusa eet vis en hij waarschuwt dat de rivier zal overstromen. Hij zal zelf naar de zee zwemmen. Nusa's vrouw vertelt over de voorspelling.
's Avonds begint het te bliksemen en het regent. Nusa spoelt richting de zee en komt in de riviermonding. Hij eet veel vis en de vissen gaan naar de wijze zoetwatervis Jelewat. Er zijn veel vissen en de saluangvissen komen met een idee. Een saluang vertelt over een draak in de zee, hij is groter dan Nusa. Nusa wordt door de saluang gewaarschuwd en valt de draak aan. Hij bijt zijn eigen staart af en de vissen bijten in de wond.
De vissen eten Nusa op en zijn geraamte vult zich met zand. Er groeien bomen op en het wordt een eiland in de monding van de rivier: Palau Nusa in Centraal Kalimantan.

## Achtergronden
- De saluang is ook een muziekinstrument.